# I. e. 196
Évszázadok: i. e. 3. század – i. e. 2. század – i. e. 1. század
Évtizedek: i. e. 240-es évek – i. e. 230-as évek – i. e. 220-as évek – i. e. 210-es évek – i. e. 200-as évek – i. e. 190-es évek – i. e. 180-as évek – i. e. 170-es évek – i. e. 160-as évek – i. e. 150-es évek – i. e. 140-es évek
Évek: i. e. 201 – i. e. 200 – i. e. 199 – i. e. 198 –  i. e. 197 – i. e. 196 – i. e. 195 – i. e. 194 – i. e. 193 – i. e. 192 – i. e. 191

## Események

### Róma
- Lucius Furius Purpureót és Marcus Claudius Marcellust választják consulnak.
- Marcellus a Pó völgyében élő lázadó gallok ellen vonul. Útközben a boiusok rajtaütnek és érzékeny veszteségeket okoznak neki. Ennek ellenére megütközik az insuberekkel és legyőzi őket. Ezután csatlakozik hozzá Purpureo consul és döntő vereséget mérnek a boiusokra.
- Hispania ulteriorban fellázadnak a hispánok és szétverik C. Sempronius Tuditanus proconsul seregét. Maga Tuditanus is hamarosan belehal sebeibe.

### Hellenisztikus birodalmak
- Titus Quinctius Flamininus római proconsul, a makedón háború hőse az iszthmoszi játékokon bejelenti, hogy valamennyi görög város szabadságot kap és saját törvényei szerint élhet.
- Flamininus Spárta urát, Nabiszt zsarnoksággal vádolja. Felszólítja Argosz feladására, majd amikor ezt Nabisz megtagadja, ostrom alá veszi Gütheiont, Spárta fő kikötőjét.
- III. Antiokhosz szeleukida király sorra foglalja el a kis-ázsiai városokat, majd - elődje, Szeleukosz birodalmára hivatkozva - átkel a Hellészpontoszon, hogy megszállja a Kherszonészosz-félszigetet. A rómaiak figyelmeztetik a görög városok szabadságának tiszteletben tartására, de Antiokhosz jogtalannak mondja a rómaiak beleavatkozását Görögország és Kis-Ázsia ügyeibe.
- Egyiptomban V. Ptolemaiosz felállíttatja a rosette-i sztélét, amin két nyelven, három írásmóddal tüntetik fel a koronázása után létrehozandó kultuszáról szóló rendeletet. A sztélé a 19. században kulcsfontosságúnak bizonyul az egyiptomi írás megfejtésében.

## Fordítás
- Marcus Cornelius Cethegus, római hadvezér és államférfi

Ez a szócikk részben vagy egészben  a(z)   196 BC című angol Wikipédia-szócikk ezen változatának fordításán alapul.  Az eredeti cikk szerkesztőit annak laptörténete sorolja fel. Ez a jelzés csupán a megfogalmazás eredetét és a szerzői jogokat jelzi, nem szolgál a cikkben szereplő információk forrásmegjelöléseként.